# Більшівцівська селищна територіальна громада
Більшівцівська селищна громада — територіальна громада в Україні, в Івано-Франківському районі Івано-Франківської області. Адміністративний центр — селище Більшівці.
Площа громади — 99,4 км², населення — 6292 мешканці (2018).
Утворена 13 вересня 2016 року шляхом об'єднання Більшівцівської селищної ради та Жалиборівської, Кінашівської, Кукільницької, Курівської, Нараївської, Подільської, Яблунівської сільських рад Галицького району. У 2020 році згідно розпорядження КМУ до Більшівцівської громади також були приєднані села Новоскоморохівської та Дитятинської сільських рад.

## Населені пункти
До складу громади входять 1 селище (Більшівці) і 15 сіл:
- Жалибори
- Загір'я-Кукільницьке
- Кінашів
- Кукільники
- Курів
- Нараївка
- Поділля
- Слобідка Більшівцівська
- Яблунів
- Дитятин
- Набережне
- Хохонів
- Нові Скоморохи
- Підшумлянці
- Старі Скоморохи